# 6. československý střelecký pluk „Hanácký“
6. československý střelecký pluk „Hanácký“ byl pěší pluk vojska československých legií v Rusku, existující v letech 1917 až 1920. Pojmenován byl po středomoravském regionu Haná, neboť měl soustřeďovat především legionáře pocházející z Moravy. V roce 1920 byl přeměněn v Pěší pluk 6 Československé armády.

## Historie pluku

### Vznik
Jednotka byla původně vytvořena v Boryspilu (Borispol) na Ukrajině 21. června 1917 jako II. záložní prapor 1. československé střelecké brigády. Po reorganizaci čs. jednotek, do se kterých stále hlásili další čeští a slovenští zajatci z rakousko-uherské armády v Rusku, byl 27. července 1917 přeměněn na pěší pluk s označením 6. a přídomkem Hanácký. Pluk měl soustřeďovat moravské příslušníky vzniklých legií, rovněž na jeho standartě byla umístěna červenobílá moravská orlice.

### Východní fronta
Jednotka byla následně nasazena na více místech východní fronty, kde plnila především výzvědné úkoly. Spolu s několika dalšími československými pluky se pak v březnu 1918 sehrála významnou roli během bitvy u Bachmače, významného bojového úspěchu československých legií v Rusku při zajištění železničního uzlu na východní Ukrajině. 

### Ruská občanská válka
Po uzavření separátního míru mezi Ruskem a Centrálními mocnostmi v březnu 1918 zahájil pluk spolu s ostatními jednotkami postup směrem na východ.  Během stahování čs. legií na východ projížděl v květnu 1918 vlak s příslušníky 3. a 6. střeleckého pluku čeljabinským nádražím a na čas zde byl odstaven. 14. května stanicí projížděl vlak s maďarskými, německými a rumunskými válečnými zajatci. Jeden z nich potom mezi legionáře z vlaku hodil kus železa a těžce zranil střelce 6. pluku Ducháčka. Rozzuření legionáři vlak se zajatci dostihli v oblouku na druhém čeljabinském nádraží a údajného pachatele na místě utloukli k smrti. Tyto a následující události, posléze známé jako Čeljabinský incident, vedly k první otevřené roztržce mezi legiemi a sovětskou státní mocí a následně vyústily v otevřené boje mezi legiemi a Rudou armádou počínaje červnem 1918.
V rámci tzv. Sibiřské anabáze se pluk účastnil bojů na Transsibiřské magistrále, mj. u Omska, Taterské, Tjumeni, Kungru, Jekatěrinburgu či Irkutska. Na konci léta 1918 se příslušníci pluku podíleli na bojích o železniční tunely v okolí jezera Bajkal, z nichž sověti řadu zničili, aby znemožnili postup legionářů. Po ukončení bojů byl nasazen v oblasti Ščeglovska, kde střežil úsek magistrály. Na podzim 1919 byl stažen do Vladivostoku a v dubnu 1920 odplul podél Asie do Evropy, v červnu 1920 se pak dostal do Československa.

### Zánik
Dne 21. září 1920 byl pluk sloučen s 54. pěším plukem vojska domácího, bývalým 54. pěším plukem Rakousko-uherské armády, čímž byl vytvořen Pěší pluk 6 Československé armády. Jeho posádkou byla Olomouc, a byl jedním z pěších pluků tvořících 7. pěší divizi Čs. armády. Pluk využíval prostory olomouckých Hanáckých kasáren. Zanikl roku 1938.

### Památka
V roce 1947 byla představena československá Pamětní medaile 6. střeleckého pluku.
V Olomouci byla po jednotce pojmenována také jedna z ulic u Hanáckých kasáren, Hanáckého pluku.

## Velitelé pluku
- Pplk. Antonov[5]
- Jaroslav Červinka ml.
- Otakar Hanuš
- Oleg Svátek
- Ludvík Krejčí
- Jan Jaroš